# Stemmatophora
Stemmatophora é um gênero de mariposa pertencente à família Crambidae.